# Kristian Bosselmann-Cyran
Kristian Bosselmann-Cyran (* 1954 in Lüdenscheid) ist ein deutscher Historiker, Germanist und Hochschulprofessor im Ruhestand. Vom 1. September 2011 bis 28. Februar 2022 war er Präsident der Hochschule Koblenz.
Bosselmann-Cyran studierte Germanistik und Geschichte an den Universitäten Bochum, Köln und Marburg. 1984 schloss er seine Promotion zum Dr. phil. am Fachbereich Allgemeine und Germanistische Linguistik und Philologie der Philipps-Universität Marburg ab. Sieben Jahre lang hatte er eine Professur für „German Studies“ an der islamischen Universität Al-Azhar in Kairo inne. Nach einem anschließenden Stipendium des DAAD arbeitete er als Lehrbeauftragter an den Universitäten Würzburg, Siegen und Marburg. 
Ab 1997 war er elf Jahre lang im Hochschulmanagement an der Europa-Universität Viadrina in Frankfurt (Oder) tätig. Bevor er im Herbst 2011 erstmals das Amt des Präsidenten der Hochschule Koblenz übernahm, war Bosselmann-Cyran zudem drei Jahre lang Dekan der Sprachenfakultät an der Deutsch-Jordanischen Hochschule in Amman, Jordanien. Kristian Bosselmann-Cyran war in seiner Amtszeit in Koblenz Vorsitzender der Landeshochschulpräsidentenkonferenz Rheinland-Pfalz und Sprecher der Hochschulen für angewandte Wissenschaften. Von 2017 bis 2022 war er zudem ehrenamtlich geschäftsführender Vorsitzender der Wirtschafts- und Wissenschaftsallianz Koblenz.
Seine Forschungsergebnisse publizierte Bosselmann-Cyran in zahlreichen wissenschaftlichen Arbeiten. Seine Forschungsschwerpunkte liegen in der Mediävistik und Medizingeschichte.